# Albigny-sur-Saône
Albigny-sur-Saône ist eine französische Gemeinde mit 3013 Einwohnern (Stand 1. Januar 2022) in der Métropole de Lyon in der Region Auvergne-Rhône-Alpes.
Albigny-sur-Saône liegt ca. 15 km nördlich von Lyon im Tal der Saône. Seit 1994 besteht eine Gemeindepartnerschaft mit Ringsheim in Baden-Württemberg (Deutschland).

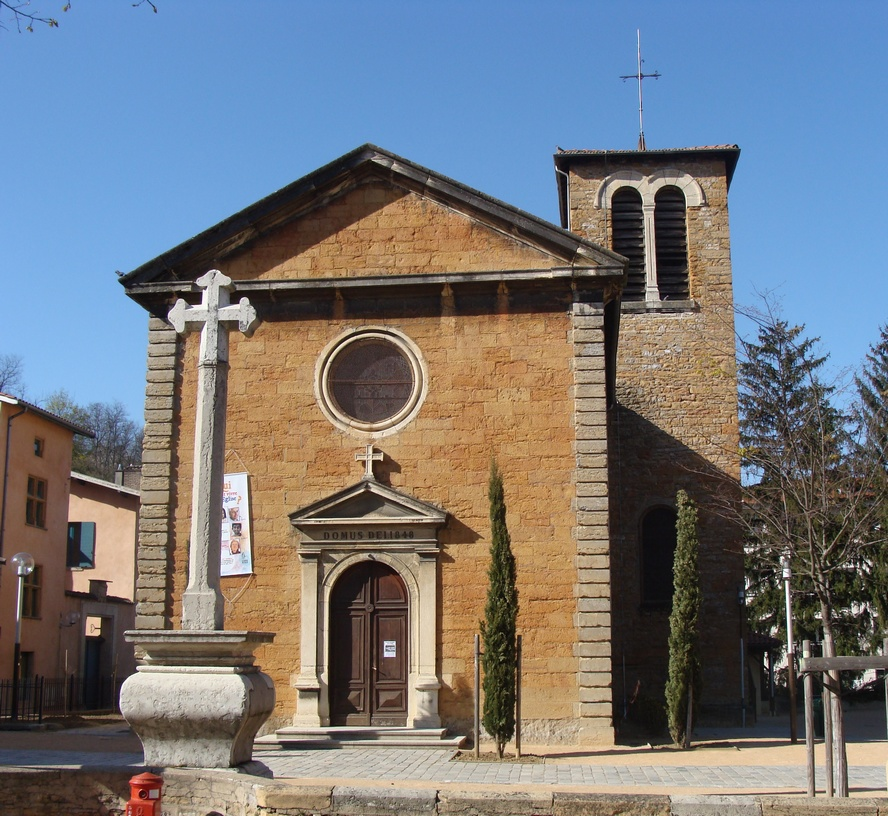
Kirche in Albigny-sur-Saône